# Valda Aviks
Valda Aviks (1945) è un'attrice e soprano lettone naturalizzata britannica, nota soprattutto come interprete di musical.

## Biografia
Valda Aviks è nata in un campo profughi in Germania da genitori lettoni e la famiglia si trasferì negli Stati Uniti nella seconda metà degli anni quaranta. Ha studiato all'Università del Kansas, dove ha ottenuto un baccellierato delle arti in Inglese e Scienze dell'Educazione. Dopo la laurea si trasferisce in Canada, dove debutta a teatro nella produzione di Toronto del musical Godspell nel 1972. Facevano parte del cast le future star Victor Garber, Andrea Martin e Martin Short. Allo scadere del suo contratto a Toronto, Valda Aviks si trasferisce a New York dove torna a recitare in Gospell nella produzione dell'Off Broadway.
Nel 1983 debutta sulle scene viennesi, nella prima produzione austriaca del musical Cats con Ute Lemper e Steve Barton. Nel 1994 sostituisce Jenny Galloway nel musical Oliver! a Londra e da allora recita nel West End nei musical La bella e la bestia (1995), Il fantasma dell'Opera (1995; Manchester, 1996), I miserabili (Londra, 1995; 2010), Sweeney Todd (Leicester, 1996; Chichester, 2011; Londra, 2012), Le Streghe di Eastwick (Londra, 2000), Jerry Springer: The Opera (Londra, 2003), Caroline, or Change (Londra, 2006), Into the Woods (Londra, 2010), On the 20th Century (Londra, 2011), Once (Dublino 2012; Londra, 2013) e Funny Girl (Londra, 2016). Rimasta attiva anche sulle scene austriache, nel 1996 fu Carlotta Giudicelli nel musical The Phantom of the Opera a Vienna, una città in cui tornò a recitare ancora nel 2007 con la commedia di Noël Coward Spirito allegro.

## Filmografia

### Televisione
- Little Britain - serie TV, 1 episodio (2003)
- Doctor Who - serie TV, 1 episodio (2008)